# Universidad Andrews
La Universidad Andrews es una universidad Adventista del Séptimo Día situada en Berrien Springs, Míchigan. Se fundó en 1874 como Battle Creek College en Battle Creek, Míchigan, y fue el primer centro de educación superior fundando por los adventistas del séptimo día. Hoy es la universidad bandera del sistema escolar de la Iglesia Adventista.
La universidad se compone de ocho escuelas o colegios, que ofrece 130 carreras de pregrado y 70 carreras de posgrado. Además se ofrecen títulos de post-bachillerato.

## Historia
La Universidad Andrews fue fundada como una pequeña universidad adventista llamada Battle Creek College en 1874. En 1901, la Universidad se trasladó de Battle Creek, Míchigan a su localización actual en Berrien Springs. Se dice que todo el material del que disponía la misma cupo en 16 furgonetas que lo trasladaron. La Universidad adoptó entonces el nombre de Emmanuel Missionary College, or EMC for short. o EMC abreviado, en español Colegio del Misionero Emmanuel.
La Universidad continuó creciendo lentamente durante los primeros años del siglo XX. En 1940, el Nethery Hall, donde actualmente se sitúa el Arts and Sciences College (Facultad de Filosofía y Letras y Ciencias), se construyó como edificio destinado a la administración. En 1959 el plan de estudios de licenciaturas y el seminario teológico de la Universidad de Potomac se trasladaron desde Washington D. C. y se unieron a la Universidad en Berrien Springs. Gracias a esta incorporación en 1960, la Universidad tomó el nombre de Andrews University (Universidad Andrews) en honor a John Nevins Andrews, estudiante adventista y primer oficial misionero del extranjero patrocinado por la Iglesia Adventista del Séptimo Día. Hoy en día el seminario se conoce como Seminario Teológico Adventista del Séptimo Día.
En 1974 la Universidad se reorganizó entre la Facultad de las Artes y las Ciencias y el College of Technology (Facultad de Tecnología). El School of Business (Facultad de Económicas) se instauró en 1980, y el School of Education (Facultad de Educación) en 1963. En 1993 se organizó el departamento de arquitectura en la División de Arquitectura, y fue entonces cuando se estableció a sí misma como una de las facultades de arquitectura de nuevo urbanismo líderes en Estados Unidos.
El jueves 11 de abril de 2007, el presidente Niels-Erik Andreasen anunció durante una reunión-culto especial que la universidad había recibido una donación de un total de 8,5 millones de dólares (aproximadamente 6,8 millones de euros). Los donantes anónimos pidieron que el dinero se destinara a los siguientes proyectos: la construcción de una nueva entrada en la carretera OLD US 31 (inaugurada oficialmente el 2 de junio de 2008 y nombrada Bulevard de J. N. Andrews), la destinación de dos cátedras, una para el Departamento de Marketing de la Facultad de Económicas (Business Administration) y la segunda para el Seminario Teológico Adventista del Séptimo Día del Departamento de Ministerio Cristiano; asimismo la construcción de un corral de ordeño para la granja lechera de Andrews, la reforma de los establecimientos de cocina y comedor en el Centro del Campus y, por último, la destinación de una parte del donativo como apoyo económico al plan educativo del Departamento de Aeronáutica.

## Campus
La Universidad Andrews está localizada en el pueblo de Berrien Springs, en el sur de Míchigan. Todo el campus se localiza actualmente dentro del municipio de Oronoko Charter Township, adyacente al río St. Joseph River a 19 kilómetros de las orillas del lago Míchigan. South Bend, Indiana, localidad donde se encuentra la Universidad de Notre Dame, está a unos 40 kilómetros; es por ello que muchos miembros de Andrews tienen compromisos profesionales con Notre Dame.
Los 6,5 km² que forman el campus estaban originalmente destinados a la creación de un arboreto. El campus conserva una gran variedad de árboles indígenas, especialmente alrededor de la plaza en el centro del campus. Este se compone de 27 edificios educacionales, el Howard Performing Arts Center (Centro de Artes escénicas Howard), un parque aéreo, tres residencias de estudiantes y cuatro apartamentos completos.
Las tres residencias del campus se denominan Lamson Hall, la residencia de las alumnas, el Meier Hall, residencia de los alumnos estudiantes y el Burman Hall, en un principio para chicos ya licenciados o estudiantes de seminario. Las residencias tienen horarios estrictos de toque de queda que varía según la edad del estudiante, y una política de visitas que prohíbe a los alumnos del sexo contrario permanecer en las habitaciones en ningún momento. Los estudiantes que viven en el campus están obligados, del mismo modo, a asistir a un número mínimo de programas de adoración religiosa.

## Estudios
La universidad está constituida por 6 facultades en las que se ofrecen 130 asignaturas de estudios universitarios y 70 de estudios de postgrado. Además, se ofrecen estudios posteriores a las licenciaturas supervisados por la Universidad de Estudios de Postgrado en todas las facultades excepto en la de tecnología.
La Facultad de Filosofía y Letras y Ciencias, que se organizó en 1974, es la mayor de las 6 facultades. Se divide en 20 departamentos especializados en una amplia gama de áreas en bellas artes, ciencias, humanidades y ciencias sociales. La Facultad de Filosofía y Letras y Ciencias ofrece de igual manera una variedad de programas de postgrado en los campos de salud, medicina y derecho. Muchos estudiantes optan, sin embargo, por cursar sus estudios profesionales de medicina en la Universidad de Loma Linda.
La Universidad tiene un total de 298 profesores y un ratio de estudiante-facultad de 10:1.
La Facultad de Tecnología se divide en cuatro departamentos: aeronáutica, agricultura, medios digitales y fotografía e ingeniería informática. Además, se ofertan estudios superiores de pilotaje aviario a través del Departamento de Aeronáutica.
La Facultad de Económicas ofreció por primera vez la Licenciatura en Económicas en 1964. Se localiza desde 1989 en el mismo lugar que ocupa hoy en día, en el Chan Shun Hall y oferta igualmente la Licenciatura y el máster en Administración de Empresas y el máster en Ciencias de la Administración. La facultad es miembro de la Association to Advance Collegiate Schools of Business (Asociación el desarrollo de las Facultades de Economía).
Facultad de Educación
Seminario de Teología de la Iglesia Adventista del Séptimo Día
El plan de estudios de la licenciatura en arquitectura se puso en marcha en 1974 como una carrera de asociados y su plan recibió la acreditación completa en 1987. En 2002 se aprobó el programa para impartir másteres en arquitectura. El 29 de octubre de 2007, el Consejo de Administración aprobó que la División de Arquitectura fuese renombrada como Facultad de Arquitectura. La Facultad de Arquitectura de la Universidad de Andrews es una de las cinco facultades de arquitectura acreditadas situadas en una universidad cristiana en Estados Unidos.

## Diversidad
La población internacional de la universidad incluye a 885 estudiantes de 98 países diferentes. En Estados Unidos, la Universidad de Andrews ocupa el sexto puesto en la lista de centros con la mayor proporción de estudiantes extranjeros, y el séptimo puesto en el índice de diversidad del campus (comparado con otras universidades nacionales según el U. S. News & World Report 2008).

## Ofertas de estudio en el extranjero
Las universidades adventistas extrajeras cooperadoras con la Universidad Andrews, un programa en el que los alumnos cualificados estudian fuera al mismo tiempo que completan sus estudios requeridos en Andrews. Esta inmersión lingüística y cultural se realiza hacia nueve países: Argentina, Austria, Brasil, Francia, Grecia,  Italia, Singapur, España, y Taiwán. Los alumnos universitarios también pueden estudiar fuera a través del programa de Año académico de la Universidad de Andrews en Inglaterra en la Universidad de Newbold. College. Los programas de afiliación y extensión se ofrecen a otros países como Puerto Rico, Nigeria, Trinidad, Sudáfrica, México, Inglaterra, Jamaica, Rumania, India, Rusia, Kenia, Tailandia, Italia, Ucrania, Bolivia, Perú y Corea.

## Cambios administrativos de 2006
Un documento oficial en la página web de la universidad describe lo ocurrido durante una reunión del Consejo de Administración de la Universidad el 6 de marzo de 2006. Una sesión del Consejo- la que "incluye únicamente a los miembros no universitarios"- decidió que  "prosiblemente la mejor forma de alcanzar una nueva dirección estratégica para la universidad sería a través de las oportunidades que podría ofrecer un nuevo grupo de líderes en la misma". Durante un descanso de aquella reunión el líder del Consejo pidió al presidente de la universidad que presentase su dimisión. Automáticamente, el Dr. Niels-Erik Andreasen (el presidente), la Dra. Patricia Mutch (vicepresidenta de la administración académica) y el Dr. Ed Wines (vicepresidente de la administración financiera) presentaron sus respectivas dimisiones. La carta de dimisión del presidente incluía la frase "efectiva de manera inmediata", pero tres semanas después, el Consejo anunció que Andreasen continuaría sirviendo como presidente hasta el 30 de junio de 2006, y se crearía el puesto de rector de la Universidad para que actuase como director general de la misma. La explicación oficial que se dio a la decisión del Consejo fue que la matrícula de los estudiantes -y por tanto sus consecuentes ingresos- había subido mucho más de lo esperado pero ha habido especulación sobre cuáles fueron otras posibles causas. El Dr. Andreasen realizó declaraciones públicas sobre estos acontecimientos.
En la reunión que tuvo lugar el 30 de marzo, el Consejo de Administración de la Universidad de Andrews discutió y aprobó dos importantes medidas. En primer lugar se votó la creación del puesto de Rector de Universidad el cual pretendía operar como director general de la universidad, centrando su labor en directrices del día a día y la ejecución de la estrategia educativa. En segundo lugar, el Consejo solicitó al Dr. Niels-Erik Andreasen que continuase ofreciendo sus servicios como presidente de la Universidad, cosa que este  aceptó.